# دون إيفرسون
دون إيفرسون (بالإنجليزية: Don Iverson)‏ هو لاعب غولف أمريكي، ولد في 28 أكتوبر 1945 في لاكروس في الولايات المتحدة.

## وصلات خارجية
- دون إيفرسون على موقع رابطة لاعبي الغولف المحترفين (الإنجليزية)